# Brain (Côte-d'Or)
Brain é uma comuna francesa na região administrativa da Borgonha-Franco-Condado, no departamento de Côte-d'Or. Estende-se por uma área de 4,38 km². Em 2010 a comuna tinha 34 habitantes (densidade: 7,8 hab./km²).